# Gaius Sulpicius Ursulus

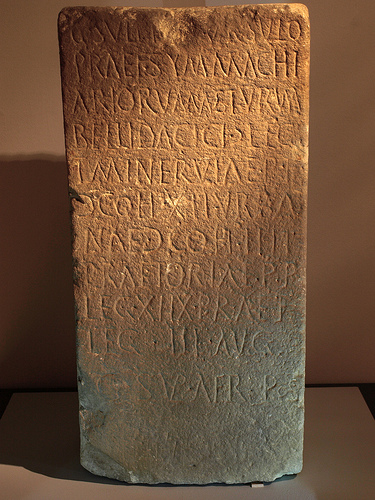
Die Inschrift

Gaius Sulpicius Ursulus war ein im 2. Jahrhundert n. Chr. lebender Angehöriger der römischen Armee. Durch eine Inschrift, die in Ujo in der Provinz Hispania citerior gefunden wurde, ist seine militärische Laufbahn bekannt.
Ursulus war wahrscheinlich ein Angehöriger des römischen Ritterstandes, da er zunächst als Kommandeur (Praefectus) eine Einheit von symmachiarii befehligte, die aus Asturien stammte; mit dieser Einheit nahm er an einem Dakerkrieg teil (praefecto symmachiariorum Asturum belli Dacici). Danach diente er als Centurio in den folgenden Einheiten (in dieser Reihenfolge): in der Legio I Minervia pia fidelis, die ihr Hauptlager in Bonna in der Provinz Germania inferior hatte, sowie in der Cohors XII urbana und in der Cohors IIII praetoria, die beide in Rom stationiert waren.
Im Anschluss wurde er Primus Pilus in der Legio XXII Primigenia, die ihr Hauptlager in Mogontiacum in der Provinz Germania superior hatte. Zuletzt erreichte er den Rang eines Praefectus castrorum in der Legio III Augusta, die ihr Hauptlager in Lambaesis in Africa hatte.
Die Inschrift wurde durch seinen Bruder Gaius Sulpicius Africanus errichtet; vermutlich stammten die beiden aus Asturien, da Africanus in Ujo durch eine weitere Inschrift belegt ist.

## Datierung
Die Inschrift wird bei der Epigraphik-Datenbank Clauss-Slaby auf 85/238 datiert. James Robert Summerly datiert die Laufbahn von Ursulus in einen Zeitraum zwischen 96 und 117; er nimmt an, dass Ursulus im zweiten Dakerkrieg Trajans um 105/106 von den symmachiarii zur Legio I Minervia übertrat. Brian Dobson hält dagegen einen Dakerkrieg, den Commodus (180–192) führte, für am wahrscheinlichsten. Laut Yann Le Bohec kommen für den Dakerkrieg die Kaiser Domitian (81–96), Trajan, Commodus oder Maximinus Thrax (235–238) in Frage; er präferiert Trajan. Bei der RAH wird seine Laufbahn auf Ende 1. und Anfang 2. Jhd. datiert.